# 瓜伊萨拉
瓜伊萨拉是巴西圣保罗州的一个市镇。总面积269.3平方公里，总人口11314人，人口密度42人/平方公里。